# 1008 هـ
ألف وثمانية 1008 هـ هي سنة في التقويم الهجري امتدت مقابلةً في التقويم الميلادي بين سنتي 1599 و1600.

## وفيات
- داود الأنطاكي